# 库克尔贝赫
库克尔贝赫（荷兰语，荷蘭語發音：[ˈkukəlˌbɛrx] ⓘ，法語發音：[kukəlbɛʁ(g)]；按法语发音则译作库克尔贝格）是比利时布鲁塞尔首都大区的一个市镇，属于比利时法语社群和弗拉芒社群，法语和荷蘭語均为官方语言（但法语使用者居多），面积1.17平方千米，人口21,959人（2020年1月1日）。